# Меза (растение)
Ме́за, или мэ́са (лат. Maesa) — род двудольных цветковых растений, включённый в семейство Первоцветные (Primulaceae). Единственный род подсемейства Maesoideae A.DC., 1844. Иногда выделяется в отдельное семейство Maesaceae Anderb., 2000.

## Название
Научное название рода происходит от араб. ماس‎ (maas) — народного названия этого растения. Оно было впервые употреблено шведским ботаником Пером Форсколем в книге Flora Aegyptiaco-Arabica. Датой публикации считается 1 октября 1775 года, что предшествует изданию книги Characteres Generum Plantarum Георга и Иоганна Рейнгольда Форстеров 29 ноября 1775 года, в которой было опубликовано синонимичное название Baeobotrys.

## Ботаническое описание
Представители рода — вечнозелёные кустарники и небольшие деревья. Листья простые, с цельным или зазубренным краем.
Соцветия пазушные, обычно сложные, метёльчатые, состоящие из кистей, с небольшими прицветниками и прицветничками. Цветки обоеполые. Чашечка из пяти чашелистиков, приросших к завязи. Венчик из пяти лепестков, колокольчатый, белого или желтоватого цвета. Завязь полунижняя или нижняя, в некоторых цветках недоразвитая, с многочисленными семязачатками. Пестик с цельными или трёх—пятираздельным рыльцем.
Плод — ягода или костянка с многочисленными мелкими угловатыми семенами.

## Ареал и значение
Большая часть видов рода распространена в тропических районах Старого Света. Неотип типового вида был собран в Руанде.
Молодые побеги и листья Maesa latifolia используются в пищу в сыром виде в кухнях народов острова Ява. Maesa indica и Maesa japonica выращиваются как декоративные кустарники. Плоды Maesa indica съедобны.

## Таксономия
|  |                                      |  |                                                         |                                                         |                        |  | ещё 20 семейств (согласно Системе APG III) |             |             |               |
|  |                                      |  |                                                         |                                                         |                        |  |                                            |             |             | 100—200 видов |
|  |                                      |  |                                                         | порядок Верескоцветные                                  |                        |  |                                            |             | род Меза    |               |
|  |                                      |  |                                                         | порядок Верескоцветные                                  |                        |  |                                            |             | род Меза    |               |
|  | отдел Цветковые, или Покрытосеменные |  |                                                         |                                                         | семейство Первоцветные |  |                                            |             |             |               |
|  | отдел Цветковые, или Покрытосеменные |  |                                                         |                                                         |                        |  |                                            |             |             |               |
|  |                                      |  | ещё 58 порядков цветковых растений (по Системе APG III) | ещё 58 порядков цветковых растений (по Системе APG III) |                        |  |                                            | ещё 63 рода | ещё 63 рода |               |
|  |                                      |  |                                                         | ещё 58 порядков цветковых растений (по Системе APG III) |                        |  |                                            |             | ещё 63 рода |               |

### Синонимы
- Baeobotrys J.R.Forst. & G.Forst., 1775
- Dartus Lour., 1790
- Doraena Thunb., 1783
- Siburatia Thouars, 1806, nom. superfl.

### Виды
Род включает от 100 до 200 видов, некоторые из них:
- Maesa argentea (Wall.) A.DC., 1841 — Меза серебристая
- Maesa indica (Roxb.) A.DC., 1834 — Меза индийская
- Maesa japonica (Thunb.) Moritzi, 1855 — Меза японская
- Maesa lanceolata Forssk., 1775
- Maesa latifolia (Blume) A.DC., 1834
- Maesa montana A.DC., 1844
- Maesa tabacifolia Mez, 1902
- Maesa vitiensis Seem., 1866